# Julien Blondel
Pour les articles homonymes, voir Blondel.
Julien Blondel est un auteur de jeux de rôle et de jeux sérieux, journaliste et scénariste de bande dessinée français né à Reims le 3 juin 1975

## Biographie
Animateur de radio à 14 ans, il devient DJ et chroniqueur rock et travaille aussi chez un disquaire. Il suit également des études de lettres. En 1994, il commence à écrire des scénarios et des nouvelles. Il collabore à différents journaux, dont le magazine de jeux Casus Belli et s’installe à Paris où il devient rédacteur en chef du magazine Backstab.
Il se met alors à concevoir des jeux, principalement des jeux de rôle, pour différents éditeurs français. Il réalise Prophecy, créé Vermine, un jeu de rôle post-apocalyptique qui reçoit le prix du meilleur jeu, le Grog d'or, et participe à des jeux comme Shaan, Polaris, Nephilim, In Nomine Satanis/Magna Veritas, Legend of the Five Rings ou Dark Earth. Il publie une cinquantaine d’ouvrages et des scénarios pour ce dernier titre.
En 2000, Les Humanoïdes Associés l'appellent pour coordonner l’adaptation en jeu de rôle de la série La Caste des Méta-Barons aux côtés de son auteur Alexandro Jodorowsky. Blondel continue par ailleurs ses collaborations à des revues comme Métal hurlant, Casus Belli, Backstab, Lotus Noir et les Inrockuptibles.
En 2005, il devient directeur de collection chez l'éditeur Le Septième Cercle. Il publie un livre interactif adapté du Magicien d’Oz et un jeu d’aventures tout en développant son activité de scénariste de bande dessinée. Il crée la série fantastique Le Serment d’Aÿna avec Bachan pour les Humanoïdes Associés, puis d'autres séries comme Nova avec Jaouen Salaün, Akademy avec Anne Rouvin, Les Orphelins de la tour avec Thomas Allart et Actor’s Studio avec Camilo,.
Il crée en 2006 la société Studio 1D, spécialisée dans le développement de jeux sous licence.

## Scénarios de jeux
Julien Blondel a participé à l'élaboration des jeux suivants
- Dark Earth
- In Nomine Satanis/Magna Veritas
- Le Livre des cinq anneaux
- Le Magicien d'Oz
- Métabarons
- Nephilim
- Polaris
- Prophecy
- Shaan
- Unknown Armies
- Vermine[8]

## Bandes dessinées
- Actor’s Studio, avec Camilo, Les Humanoïdes Associés

1. Rose rouge (2007)[6],[7]
2. Reality (2008)

- Akademy, avec Anne Rouvin, éd. Delcourt

1. La Cour des grands (2007)[9]
2. À Balles réelles (2007)[9]
3. Quartier libre (février 2008)
4. L'heure des comptes (2008)

- Conan le Cimmérien, avec Valentin Sécher, Glénat
  - L'Heure du Dragon (2021)
- Elric, Glénat

1. Le Trône de rubis[10], scénario de Julien Blondel, dessin de Didier Poli et Robin Recht, 2013
2. Stormbringer[11], scénario de Jean-Luc Cano et Julien Blondel, dessin de Didier Poli, Julien Telo et Robin Recht, 2014
3. Le Loup blanc, scénario de Jean-Luc Cano et Julien Blondel, dessin de Julien Telo et Robin Rech, 2017
4. La cité qui rêve[12], scénario de Jean-Luc Cano et Julien Blondel, dessin de Julien Telo, 2021

- L'Épopée de Gilgamesh, avec Alain Brion (dessin, couleur), Soleil Productions

1. Le Trône d'Uruk (2010)[13],[14]

- Joshua, avec Jerôme Opena, Les Humanoïdes Associés
  - Histoire courte fantastique, Métal Hurlant HS : 2006
- Nova, avec Jaouen, éd. Soleil

1. Le Châtiment de l'aurore (2007)
2. Le Messager des dieux (2008)

- Les Orphelins de la tour, avec Thomas Allart, éd. Delcourt

1. Théo (2007)
2. Alice (2009)

- Le Serment d’Aÿna, avec Bachan, Les Humanoïdes Associés

1. De Métal et de sang (fin 2008)